# ブリーズ・キャロライナ
ブリーズ・キャロライナ（Breathe Carolina ）とは、アメリカ合衆国のポスト・ハードコアバンドである。
シンセサイザーを多用した「クランク」系のダンスミュージックを基軸に、所々にデスボイスを織り交ぜた新世代サウンドが特徴。アメリカでは「クランクコア」に分類される事も多い。

## 現在のメンバー
- デイヴィッド・シュミット / David Schmitt - (ベース／クリーンヴォーカル)

生年月日:1988年3月25日（36歳）
- トミー・クーパーマン / Tommy Cooperman - (ギター／キーボード／シンセサイザー)

2013年に加入。

### ライヴ・メンバー
- ジョシュア・アンドリュー / Joshua Andrew - (ギター／ショルダーキーボード)
- ルイス・ボーネット / Luis Bonet - (シンセサイザー)
- エリック・アルメンタ / Eric Armenta  - (ドラム)

### 旧メンバー
- ジョーイ・ウィルソン / Joey Wilson

現A Skylit Driveのギタリスト。
- カイル・イーヴン / Kyle Even - (ギター／シンセサイザー／スクリーム)

生年月日:1985年9月21日（39歳）
- ルイス・ボネット / Luis Bonet - (DJ／キーボード／ギター)
- エリック・アルメンタ / Eric Armenta - (ドラムス／パーカッション)

## 略歴

### It's Classy, Not Classic
2007年結成。結成最初はMySpaceでのアップロードを中心に活動。その後、自主制作でミニアルバム「Gossip」をリリースした後にRise recordsと契約を結ぶ。
2008年にはデビューアルバム『It's Classy, Not Classic』をリリースし、全米アルバムチャートにて初登場186位を記録。電子音が飛び交うエレクトロニックサウンドに、絶妙なタイミングで絶叫を織り交ぜた、新スタイルのダンスミュージックが特徴。

### Hello Fascination
2009年には、大手のFearless recordsへと移籍。
2009年8月18日、2ndアルバム『Hello Fascination』をリリース。全米アルバムチャートで、前作を大幅に上回る、初登場43位を記録した。プロデューサーには、パニック!アット・ザ・ディスコ等を手掛けた「マット・スクワイア」を起用している。

### Hell Is What You Make It
2011年7月12日、3rdアルバム『Hell Is What You Make It』をリリース。今作でも同様に、「マット・スクワイア」とタッグを組んでいるが、プレイン・ホワイト・ティーズのヒット曲等を手掛けた敏腕プロデューサー「イアン・カークパトリック」も起用しており、前作以上にポップでダンス・ミュージック寄りな作風となっている。各所にダブステップなどの新しい要素もふんだんに盛り込まれ、その結果、よりメインストリーム寄りのサウンドになっている。このアルバムからのシングル「Blackout」は、全米シングルチャートにて最高32位まで上昇するヒットを記録しており、彼らの最大のヒット曲である。また、各批評家からも前向きな評判を得ており、オールミュージックでは「彼らの過去のどの作品よりも、パワフルな作品だ」と評価されている。
その後、2011年12月にメジャーレーベルのコロムビア・レコードへ移籍を発表。

## ディスコグラフィー

### アルバム
| 発売日        | アルバムのタイトル       | 販売レーベル | 全米ビルボードアルバムチャート最高位 |
| 2008年9月16日 | It's Classy, Not Classic | Rise         | 186位                                |
| 2009年8月18日 | Hello Fascination        | Fearless     | 43位                                 |
| 2011年7月12日 | Hell Is What You Make It | Fearless     | 42位                                 |
| 2014年4月15日 | Savages                  | Fearless     | 22位                                 |

### EP
- Gossip (2007)
- Blackout: The Remixes (2011)